# Enrique Antolín
Enrique Antolín San Martín es un político español del PSE-EE. Ingeniero industrial, ejerció como profesor de la Escuela de Ingenieros de Bilbao. Fue alcalde de Basauri como presidente de la comisión gestora del municipio anterior a las primeras elecciones locales del año 1979.
Fue director de La Naval de Reinosa durante los incidentes de Reinosa de 1987 en que llegó a ser retenido por los trabajadores de la factoría tras anunciar un despido masivo. Entre marzo de 1987 y julio de 1989 fue consejero de Transportes y Obras Públicas del Gobierno Vasco, siendo lendakari José Antonio Ardanza. Como consejero de Obras públicas, bajo su mandato comenzaron las obras del metro de Bilbao.